# PlayStation Store
PlayStation Store er en onlinefunktion til PlayStation 3, PlayStation 4 og PlayStation Portable og en del af PlayStation Network. Via PlayStation Store er det muligt at hente trailers til film og spil, spildemoer, spil og spiludvidelser. Al handel i PlayStation Store sker med lokal valuta. PlayStation Store modsvares af Wii Shop Channel og Xbox Live Marketplace.
PlayStation Store opdateres hver torsdag (med undtagelser) med trailers, demoer, spil og spiludvidelser.